# Matthias Strzoda
Matthias Strzoda (* 5. April 1962 in Hamburg) ist ein deutscher Musiker. Er ist hauptsächlich Schlagzeuger und verkehrt im Umfeld der sogenannten Hamburger Schule.

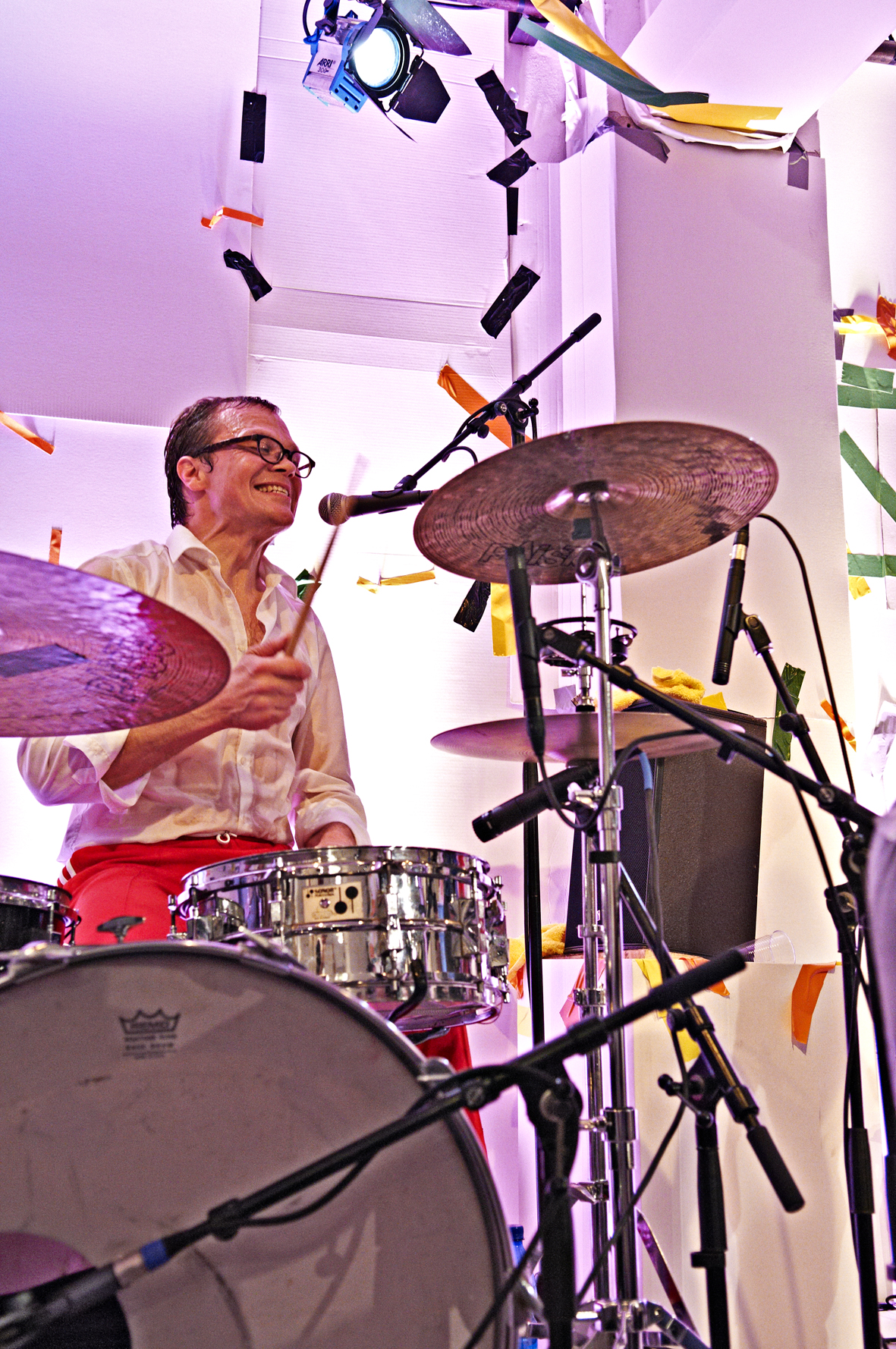
Matthias Strzoda bei den Konspirativen KüchenKonzerten im August 2011

## Leben und Wirken
Nachdem Matthias Strzoda bei dem Debütalbum 1987 von Bernd Begemann & Die Antwort Schlagzeug gespielt hatte, arbeitete er an einigen Alben von Andreas Dorau mit und fungierte auch als Live-Musiker für ihn. Des Weiteren spielt er seit 1998 in der Hamburger Band JaKönigJa, bei Rocko Schamoni & Little Machine und in der Frank Spilker Gruppe. Daneben war er auch einmal als Tour-Schlagzeuger mit The Go-Betweens unterwegs und trat mit ihnen im US-Fernsehen auf. Zudem ist Matthias Strzoda auch als Solo-Künstler aktiv und hat unter dem Pseudonym Californiae das Lied Tasse Kaffee veröffentlicht. Am 27. Februar 2009 erschien in Zusammenarbeit mit Carsten Meyer alias Erobique die Vinyl-EP What Are You Do? unter dem Namen Tex & Erobique. Seit 2008 treten die beiden Musiker vermehrt als Duo mit stets improvisierten Live-Sets erfolgreich in Erscheinung.
Strzoda war das vierte Gründungsmitglied von Studio Braun, zusammen mit Rocko Schamoni, Jacques Palminger und Heinz Strunk. Er wirkte aber nur an der ersten CD Gespräche 1 mit sowie auf vorherigen Veröffentlichungen des ehemaligen Quartetts unter dem Namen Studio Bach.
Des Weiteren ist er als Darsteller in der Operette Dorfpunks – Die Blüten der Gewalt in einer Doppelrolle im Deutschen Schauspielhaus in Hamburg zu sehen. Er spielt auch in der gleichnamigen Kinoverfilmung des Romans Dorfpunks mit.
Matthias Strzoda lebt in Hamburg.